# Vera Gaspar
Vera Gaspar (* 7. Mai 1986) ist eine deutsche Basketballspielerin. Sie machte 2005 Abitur am Gymnasium St. Ursula Dorsten und studiert seit 2005 Jura an der Philipps-Universität Marburg.
Im Jahr 2005 wechselte sie von der BG Dorsten zum BC Marburg und wurde dort in der Saison 2005/2006 sowie in der Saison 2006/2007 im Regionalligateam des BC Marburg eingesetzt. Die 1,87 m große Spielerin, die mit Mannschaftskolleginnen von der BG Dorsten den Titel der Deutschen Streetballmeisterin holte, rückte in der Saison 2007/2008 in den erweiterten Kader des Bundesligateams.
Gaspar stand im Kader für das Season Opening am 20./21. Oktober 2007. Ihre ersten Spielminuten mit der ersten Mannschaft absolvierte sie im Pokalspiel am 15. November 2007 in Mainz.  Anfang 2008 ging sie für ein Gastsemester nach Oslo und konnte in dieser Zeit nicht für den BC Marburg spielen.